# Davis Ice Rise
Der Davis Ice Rise ist eine 6 km lange Eiskuppel im westantarktischen Marie-Byrd-Land. Er ragt 13 km südöstlich des Mayo Peak nahe der Mündung des Smith-Gletscher an der Walgreen-Küste auf.
Der United States Geological Survey kartierte ihn anhand eigener Vermessungen und Luftaufnahmen der United States Navy von 1966 sowie Landsat-Aufnahmen aus den Jahren von 1972 bis 1973. Das Advisory Committee on Antarctic Names benannte ihn nach Commander Arthur R. Davis (1935–2006) von der US Navy, Versorgungsoffizier bei der Operation Deep Freeze zwischen 1975 und 1976 sowie von 1976 bis 1977.